# Hedensted
Hedensted Dánia egyik városa.

## Fekévése
Daugardtól északra található. 

## Nevezetességei
Hedenstedben romaneszk korabeli templomot találunk, freskói a 13. századból maradtak fent. Az apszisba Krisztus alak lett felfestve, Péter és Pál társaságában.
A reneszánsz festményét 1550 körül készítették a szószék fölé.